# Військовий переворот у Малі (2021)
Військовий переворот у Малі (2021) — почався в ніч проти 24 травня 2021 року, коли армія Малі захопила президента Ба Ндау, прем'єр-міністра Моктара Уану і міністра оборони Сулеймана Дукуре. Ассімі Гойта, глава хунти, яка керувала малійським переворотом 2020 року, оголосив, що Н'Доу і Уан були позбавлені повноважень і що нові вибори відбудуться 2022 року. Це третій державний переворот у країні за останні десять років після військових переворотів 2012 і 2020 років.

## Передумови
За дев'ять місяців до перевороту, у серпні 2020 року, президент Ібрагім Бубакар Кейта був усунений від влади військовим союзом. Це відбулося після кількох місяців заворушень у Малі після порушень парламентських виборів у березні та квітні та арешту лідера опозиції Сумайли Сіссе. 18 серпня 2020 року військові на чолі з полковником Ассімі Гойтою та майором-полковником Ісмаелем Ваге в Каті, регіон Кулікоро, почали заколот. Президент Кейта та прем'єр-міністр Бубу Сіссе були заарештовані, і незабаром після півночі Кейта заявив про відставку, сказавши, що не хоче бачити кровопролиття. 
Після відставки Кейти від імені військових офіцерів Ваге оголосив про створення Національного комітету порятунку народу (CNSP) і пообіцяв провести вибори. 12 вересня 2020 року Національний комітет порятунку людей (CNSP) погодився на 18-місячний політичний перехід до цивільного правління. Незабаром Бах Н'Доу був призначений тимчасовим президентом групою з 17 виборців, а Гойта був призначений віце-президентом. Уряд був відкритий 25 вересня 2020 р.
18 січня 2021 року перехідний уряд оголосив, що CNSP було розформовано, майже через чотири місяці після того, як було обіцяно згідно з первинною угодою.

## Переворот
Після передачі влади у вересні напруженість між цивільним перехідним урядом та військовими була високою. Опозиційний рух M5, який очолив малійські протести проти Кейти у 2020 році, публічно закликав до розпуску тимчасового уряду та заміни його на «більш легітимний». 14 травня уряд оголосив про плани створення нового «широкомасштабного» уряду.
24 травня 2021 року напруга загострилася після перестановок в уряді. У результаті влада військових над ключовими міністерствами не змінилася, однак двох керівників перевороту — Садіо Камару та Модібо Коне — замінила адміністрація Н'Доу.
Пізніше того ж дня про посилення військової активності повідомили кілька джерел, зокрема посольство США в Бамако, хоча місто залишалося відносно спокійним. Кілька журналістів повідомили, що трьох ключових цивільних лідерів — Н'дау, Уане і Дукоре утримували у військовій базі в Каті біля Бамако.
У заяві на громадському телебаченні Гойта оголосив, що Н'Доу та Уан були позбавлені своїх повноважень, оскільки вони намагалися «саботувати» перехід, який, за словами Гойти, «проходив би як зазвичай». Гойта, віце-президент тимчасової адміністрації, заявив, що з ним слід було проконсультуватися щодо перестановки уряду, яку він описав як порушення перехідної хартії, складеної військовою хунтою після перевороту. Гойта також пообіцяв, що нові вибори відбудуться в 2022 році.
26 травня 2021 року військові оголосили про комендантську годину, що діє по всій країні з 20:00 до 06:00. Аеропорт Бамако і сухопутні прикордонні переходи також було закрито.

## Наслідки
25 травня 2021 року, колишній президент Нігерії Гудлак Джонатан з ЕКОВАС почав керувати зусиллями посередника з військовими Малі. Після затримання Н'Доу подав заяву про відставку Гойті 26 травня

## Реакції
- ООН через свою миротворчу місію МІНУСМА засудила переворот і закликала до спокою в цілій країні[16]. Антоніу Гутерріш, генеральний секретар ООН, закликав заспокоїти та звільнити в'язнів[17]. Президент ДР Конго і глава Африканського Союзу Фелікс Тсісекеді «засудив будь-які дії, спрямовані на дестабілізацію Малі»[18].
- ООН, ЕКОВАС, Європейський Союз, США та Африканський Союз опублікували спільну заяву, в якій засудили державний переворот та закликали звільнити політиків[19][16][10]. Західноафриканські чиновники оцінюють ситуацію і описують її як «спробу перевороту»[20].
- 30 червня 2023 року, Рада Безпеки ООН одностайно схвалила рішення про повне виведення миротворчих сил цієї організації з Малі. Відповідальність за безпеку в країні буде покладено на перехідний Уряд, який перебуває при владі після перевороту 2021 року[21].